# Cantó de Moncoutant
El cantó de Moncoutant és un cantó francès del departament de Deux-Sèvres, situat al districte de Parthenay. Té 12 municipis i el cap és Moncoutant.

## Municipis
- Chanteloup
- Clessé
- L'Absie
- La Chapelle-Saint-Étienne
- La Chapelle-Saint-Laurent
- Largeasse
- Le Breuil-Bernard
- Moncoutant
- Moutiers-sous-Chantemerle
- Pugny
- Saint-Paul-en-Gâtine
- Trayes

## Història
| Data d'elecció                           | Identitat          | Partit        | Qualitat |
| ---------------------------------------- | ------------------ | ------------- | -------- |
| 1919-1940                                | Émile Taudière     | RIAS          |          |
| 1949-1961                                | M. Tricot          | Divers droite |          |
| 1961-19..                                | M. Marsteau        | Divers droite |          |
| 19..-1998                                | Guy Gonnord        | Divers droite |          |
| 1998-                                    | Jean-Louis Potiron | Divers droite |          |
| les dades anteriors no són pas conegudes |                    |               |          |
|                                          |                    |               |          |

## Demografia
| A partir de 1990: Població sense dobles comptes |